# Varîvodkî, Bilohirea
Varîvodkî (în ucraineană Вариводки) este un sat în comuna Vilșanîțea din raionul Bilohirea, regiunea Hmelnîțkîi, Ucraina.

## Demografie
Componența lingvistică a localității Varîvodkî
     Ucraineană (98,69%)
     Rusă (1,31%)
Conform recensământului din 2001, majoritatea populației localității Varîvodkî era vorbitoare de ucraineană (98,69%), existând în minoritate și vorbitori de rusă (1,31%).